# Império do Samba (Recife)
Grêmio Recreativo Escola Império do Samba foi uma escola de samba de Recife.
Foi duas vezes campeã do grupo principal do carnaval de sua cidade: 1978 e 1979. Seu nome inicial era Escola Império do Samba, mudando posteriormente para a denominação de fantasia "Grêmio Recreativo Escola Império do Samba" como se fosse seu nome de registro. Até 1976 suas cores eram o azul e o amarelo, sendo que a partir de 1977 passou a adotar também o branco.
Foi elevada para o Grupo Especial após vencer o carnaval de 1977. Até 1977 não havia ascensão e rebaixamento entre as escolas de samba de Recife, minguém subia, nem ninguém descia. Após essa ascensão, a escola conseguiu logo o bi-campeonato. Não desfilou mais a partir de 1980, e encontra-se desativada desde 1981.